# Commotion cérébrale
Pour un article plus général, voir Traumatisme crânien.
 (janvier 2025).
 Mise en garde médicale
La commotion cérébrale, ou traumatisme crânien léger (TCM), est généralement considérée comme une contusion traumatique affectant temporairement le fonctionnement du cerveau. Les symptômes peuvent inclure une perte de connaissance (LOC), une perte de mémoire, une céphalée, des difficultés de réflexion, de concentration ou d'équilibre, des nausées, une vision floue, des perturbations de sommeil et une altération de d'humeur. Ces symptômes sont immédiats ou retardés (jusqu'à plusieurs jours après la blessure). Une commotion cérébrale doit être suspectée quand une personne se cogne la tête, indirectement ou directement, et en présente l'un des symptômes. Les symptômes durent fréquemment plus de 2 semaines chez l'adulte, et jusqu'à 4 semaines chez l'enfant,. Moins de 10 % des commotions cérébrales liées au sport chez les enfants sont associées à une perte de conscience.
Dans le monde, on estime que les commotions cérébrales affectent plus de 3,5 personnes sur 1 000 par an. Les enfants nécessitent des efforts spécifiques de prévention, d'évaluation et de prise en charge de la commotion cérébrale quand elle survient, notamment chez les moins de 8 ans et les filles.
Souvent sous-estimées et mal diagnostiquées, les commotions cérébrales dans le sport peuvent avoir des répercussions négatives à long terme sur la santé cognitive, physique et psychologique des athlètes (troubles de l’attention, de la mémoire ou de l’apprentissage, céphalées, troubles visuels, de l’équilibre, du sommeil, etc.).

## Causes et épidémiologie
Les cas les plus graves sont liés à des accidents de la route (en deux roues surtout et en vélo particulièrement), des chutes, des blessures sportives (football et plus encore rugby),, cyclisme, arts martiaux (boxe notamment).
Dans le domaine sportif, 1,6 et 3,8 millions de sportifs la subissent annuellement rien qu'aux États-Unis, toutes disciplines confondues, et selon les CDC, en 2010, c'étaient 175 000 enfants et adolescents qui passaient chaque année par les urgences hospitalières pour une blessure à la tête liée à un sport, avec une issue parfois mortelle . Aux USA, le risque est maximal pour les pratiquants de football américain, hockey sur glace et rugby (alors qu'en Europe, le rugby puis le football sont les 1ères sources de risque). On note que les commotions cérébrales sont plus fréquentes lors des matchs  que lors des entraînements, y compris pour les sports à l'école ou à l'université, et que les femmes semblent plus à risque de commotion pour des sports comparables. Le rugby, dans ses formats à quinze et à sept, est une source de risques élevés de commotions cérébrales,.
Les facteurs de risque comprennent la pratique sportive ; par exemple, aux États-Unis, vers 2010 « près d’un tiers des footballeurs (football américain) déclarent avoir subi plusieurs épisodes de commotion cérébrale »), et subir ou faire un plaquage en était responsable dans 67,6 % des cas de commotions cérébrales observées chez ces joueurs de footbal. D'autres facteurs de risque sont connus, dont la consommation d’alcool, et des antécédents de commotion cérébrale,,.

## Mécanismes
Le traumatisme provient d'un coup direct reçu par la tête, la boite crânienne le transmettant au cerveau ;  ou il provient de forces exercées ailleurs sur le corps qui sont transmises à la tête. 
On pense qu'il s'agit d'un dysfonctionnement des neurones, lié à une augmentation conjointe des besoins en glucose et d'une insuffisance de l'apport sanguin. 

## Diagnostic
Un diagnostic différentiel complet est nécessaire, pour exclure les traumatismes crâniens mettant en jeu le pronostic vital, les blessures au cou et les problèmes neurologiques,. 
Un score de 13 à 15 sur l'échelle de coma de Glasgow, une perte de conscience de moins de 30 minutes et une perte de mémoire de moins de 24 heures peuvent être utilisés pour exclure des lésions cérébrales traumatiques modérées ou graves. L'imagerie diagnostique (scanner ou IRM) peut être nécessaire pour exclure de graves blessures à la tête mais l'imagerie de routine n’est pas nécessaire.
En compléments d'outils d'évaluation médicale existants, dans le futur, l'analyse des micro-ARNs salivaires pourra peut-être fournir des biomarqueurs de commotions cérébrales.

## Traitement
Il consiste en un repos physique et cognitif pendant 1 à 2 jours, avec un retour progressif aux activités (école, travail, sports...),,. 
Des périodes de repos prolongées peuvent ralentir la récupération et entrainer une dépression et une anxiété accrues. 
Le paracétamol (acétaminophène) ou les AINS peuvent être recommandés pour soulager les maux de tête. La physiothérapie peut être efficace dans le traitement des troubles persistants d'équilibre, alors que la thérapie cognitivo-comportementale est plus appropriée pour gérer les fluctuations d’humeur. Les preuves manquent quant à l’efficacité de l'oxygénothérapie hyperbare et de la chiropratique. 

## Conséquences, suites
Ce sont des lésions cérébrales traumatiques, légères à violentes, qui sont la sorte de traumatisme crânien la plus fréquente,. Les hommes et les jeunes adultes sont les plus souvent touchés,. Les résultats sont généralement bons à court et moyen terme, mais si une autre commotion cérébrale survient avant que la précédente soit éliminée (plus aucun symptômes), la récupération sera plus difficile,. 
Les commotions cérébrales répétées augmentent le risque d'une future encéphalopathie traumatique chronique, maladie de Parkinson et dépression. Selon une étude française, un joueur de football professionnel a moins de risque de mourir jeune ou de déclarer la maladie de Parkinson que la moyenne, mais 3,38 fois plus de risque de démence et 4,08 fois plus de risque de maladie d’Alzheimer.

## Le cas des enfants et adolescents
Enfants (encore peu expérimentés) et adolescent (prise de risque plus fréquente) sont les plus touchés par les commotions cérébrales, ; un type de traumatisme qui posent des défis aux parents, aux pédiatres et à d'autres cliniciens concernés « en raison de leur développement rapide et de leur difficulté à exprimer les symptômes » (le témoignage de personnes présentes lors du choc et la version parentale peuvent utilement compléter les dires du jeune enfant ou le remplacer s'il ne sait pas encore parler). Selon une analyse récente, les moins de 8 ans et les filles nécessitent une vigilance accrue en cas de commotion.
Dans le cadre du consensus d'Amsterdam, des outils d’évaluation (ex : ChildSCAT6®, ChildSCOAT6 ont été récemment, en 2024, pour faciliter l'évaluation des commotions, in situ jusqu'au cabinet médical) ; l’échelle des symptômes et des évaluations de l’équilibre ont été adaptées au contexte pédiatrique et les stratégies d’intervention découpées en trois phases : aiguë (24–48 heures), subaiguë (jusqu’à 30 jours) et chronique (au-delà de 30 jours), en prévoyant un retour progressif aux activités scolaires et sportives. 
Les prédicteurs de récupération prolongée sont notamment : la gravité des symptômes initiaux, le délai entre le trauma et les soins et un historique de migraines.

## Prévention
Elle passe par l'évitement des situations dangereuses et la diminution du risque permise par le port d'un casque de protection, notamment à vélo et à moto, à cheval, etc. Chez l'enfant, l'apprentissage correct des règles sportives, l’entraînement préventif et de meilleures politiques de prise en charge des commotions sont recommandées. Diminuer le nombre d’heures d’entraînement avec contact au football américain a diminué le nombre de commotions cérébrales chez les pratiquants ; des équipements adaptés (dont un protège-dents) peuvent aussi diminuer le risque.
Selon Martens et ses collègues (2024), il faut encore améliorer la diffusion des connaissances sur les commotions cérébrales, notamment dans le monde francophone chez les entraîneurs et les athlètes en Europe (moins bien informés qu'au Canada), via des « programmes éducatifs spécifiques pour chaque groupe cible afin d’améliorer la santé et la sécurité des athlètes ». Des MOOCs peuvent notamment y contribuer